# Добрикін Ілля Семенович
Ілля Семенович Добрикін (нар. 20 грудня 1925, Катеринослав — пом. 13 грудня 1994) — організатор концертної діяльності, директор Херсонської обласної філармонії, почесний громадянин Херсона.

## Біографія
Народився 20 грудня 1925 року в Катеринославі (тепер місто Дніпро, Україна) у сім'ї естрадного актора та організатора концертної справи. По закінченню школи призваний до Червоної армії. Після демобілізації у 1944 році переїхав до міста Фрунзе до своєї родини, яка перебувала в евакуації, де і розпочав трудову діяльність як актор розмовного жанру естрадно-концертної групи. 1946 року повернувся в Україну і виступав як артист цирку. У 1952 році призначений на посаду директора пересувного цирку системи «Союздержцирку». У 1960 році переїхав до Херсона, де став спочатку заступником директора, а з 1961 року — директором Херсонської обласної філармонії, яку очолював до 1987 року. Працюючи на цій посаді, закінчив Київський театральний інститут , отримавши спеціальність театрознавця.
Після виходу на пенсію продовжував діяльність у сфері культури, працював відповідальним секретарем Херсонської обласної організації Фонду культури України. Помер 13 грудня 1994 року.

## Відзнаки
- нагороджений орденом «Знак Пошани» (1975);
- «Заслужений працівник культури УРСР»;
- грамоти Верховної Ради, Міністерства культури України;
- почесні знаки та ювілейні медалі;
- почесний громадянин Херсона (рішення XII сесії Херсонської міської ради XXII скликання № 175 від 18 грудня 1997 року)[1].